# Torgeir Bryn
Torgeir Bryn (Oslo, 19 agosto 1964) è un ex cestista norvegese, professionista nella NBA e in Europa.

## Carriera
Ha giocato nella NBA con i Los Angeles Clippers.

## Palmarès
- Campionato lituano: 1

Žalgiris Kaunas: 1995-96
- Campionato norvegese: 1

Oslo Kings: 2000-01